# Kaliska Kolej Dojazdowa

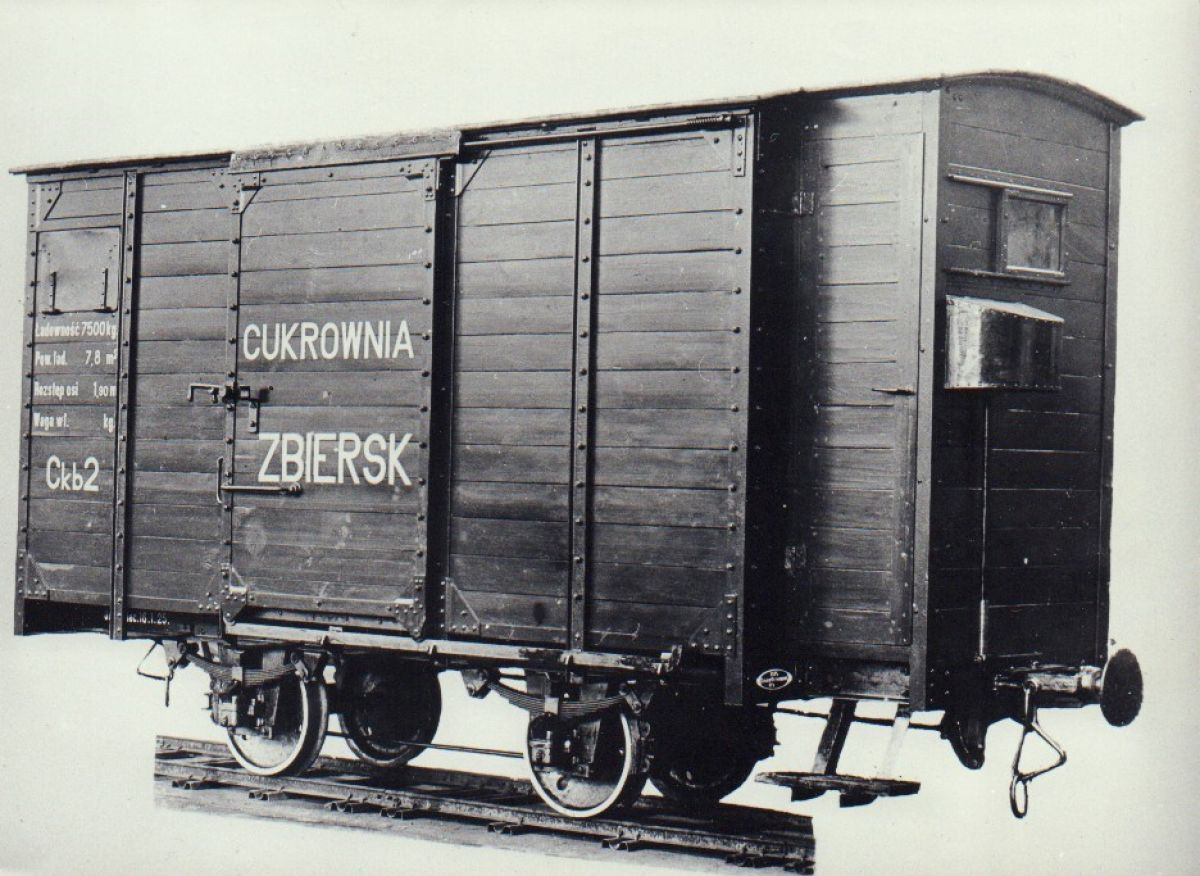
Wagon cukrowni Zbiersk

Kaliska Kolej Dojazdowa (KKD) – sieć kolei wąskotorowej 750 mm łączącej Opatówek, Russów i Turek z Kaliszem, wybudowana w latach 1914–1917, w 1918 przejęta przez powiat kaliski i przekazana Polskim Kolejom Państwowym

## Historia
W roku 1913 zarząd Towarzystwa Akcyjnego Cukrowni i Rafinerii w Zbiersku podjął decyzję o budowie kolei podjazdowej z Opatówka do Zbierska. Pierwsza informacja prasowa o podjęciu prac nad budową pochodzi z 17 maja 1914 – budowę rozpoczęto w rejonie Rożdżał. W tym samym czasie powstało również odgałęzienie do Russowa.
W 1916 niemieckie oddziały kolejowe przedłużyły linię od Zbierska do Turku. W 1917 kolejka została zakupiona przez powiat kaliski, który natychmiast przystąpił do budowy odcinka Borków Stary – Kalisz. Ruch pasażerski na kolejce kaliskiej zainaugurowano 15 października 1918. W okresie międzywojennym kolej funkcjonowała pod firmą Kalisko-Turecka Kolej Powiatowa jako wspólna własność powiatów kaliskiego i tureckiego. Poza przewozami kolejowymi prowadzony był także publiczny transport autobusowy. W 1939 kolejka znalazła się pod zarządem niemieckim. Okres II wojny światowej, pomimo bardzo intensywnej eksploatacji, przetrwała bez zniszczeń, co umożliwiło wznowienie ruchu regularnego natychmiast po przejściu frontu w 1945.
W 1949 nastąpiło przymusowe przejęcie kolejki przez PKP, które zarząd nad Kaliską Koleją Wąskotorową (przemianowaną następnie na Kaliską Kolej Dojazdową) powierzyło początkowo dyrekcji łódzkiej, a następnie poznańskiej. W tym czasie na kolei jako pierwszej w Polsce, wprowadzono do ruchu towarowego wagony transportery, które wyeliminowały kłopotliwy przeładunek ręczny z wagonów normalnotorowych na wąskotorowe. W latach 50. XX w. kolej przewoziła większość materiałów do budowy kompleksu górniczo-energetycznego w Turku. Po rozpoczęciu eksploatacji elektrowni Adamów, koleją transportowany był mazut do elektrowni. Do roku 1991 prowadzono rozkładowy ruch pociągów pasażerskich na odcinkach: Opatówek – Żelazków, Zbiersk – Turek i Kalisz – Zbiersk. W kwietniu i maju 1994 rozebrano odcinek linii Borków Stary – Kalisz. W 1997 z usług kolejki zrezygnowała Cukrownia Zbiersk. Przewóz towarów w strukturach PKP trwał do końca 2001, po czym została przejęta ponownie przez powiat kaliski (50 km torów oraz ponad 6 ha terenów w Turku). Z chwilą przejęcia kolejki przez samorząd nowym operatorem zostało Stowarzyszenie Kolejowych Przewozów Lokalnych. W 2002, po sześciu miesiącach przerwy, wznowiono ruch pociągów, początkowo turystyczny, a od lipca również towarowy. Dla przykładu w ciągu trzech kwartałów 2009 roku przewieziono ponad 43,6 tysiąca ton towarów, głównie kamienia.
Od 2014 roku w okresie letnim, uruchamiane są pociągi turystyczne na odcinku Zbiersk – Petryki, z których w czasie jednego weekendu korzysta 300–500 osób. W 2025 r. uruchomiono kursy do Goliszewa. Pozostała część linii (odcinek Goliszew – Opatówek) jest w złym stanie technicznym i nie nadaje się do użytku.
W 2015 roku KKD nieodpłatnie przejął powiat kaliski, który zamierza odtworzyć linię do Opatówka, przerwaną przez brak przejazdu przez drogę wojewódzką w miejscowości Florentyna. Powiat Turecki od momentu, gdy po reformie PKP w 2001 r. wyłączono ze struktur PKP wszystkie koleje wąskotorowe, zdecydował się nie współfinansować KKD. Brak współfinansowania przyczynił się do zaniechania kursowania kolei do Turku, a ostatni kurs do Turku odbył się w roku 2006.
W styczniu 2019 roku ruszyła grupa Kaliska Kolej Wąskotorowa – Wolontariat zrzeszająca wolontariuszy przy KKD. W ramach tej grupy organizowane są prace remontowe przy infrastrukturze kolei.

## Ruch turystyczny
| Rok  | Liczba pasażerów |
| ---- | ---------------- |
| 2018 | 10,7 tys.        |
| 2019 | 2,3 tys.         |
| 2020 | 5,1 tys.         |
| 2021 | 5,3 tys.         |
| 2022 | 18,3 tys.        |
| 2023 | 20,0 tys.        |
| 2024 | 21,1 tys.        |